# 梅甘·克莱恩
梅甘·克莱恩（英語：Megan Kleine，1974年12月22日—），美国女子游泳运动员。她曾代表美国参加1992年夏季奥林匹克运动会游泳比赛，获得女子4×100米混合泳接力金牌。